# ژان کارلوس (بازیکن فوتبال، زاده ۱۹۸۴)
ژان کارلوس (به پرتغالی: Jean Carlos Sales Bemvindo) مهاجم اهل برزیل است که در شهر سالوادور و در تاریخ ۱۷ مارس ۱۹۸۴ به دنیا آمده‌است.
جینکارلوس در تیم‌های فوتبال Caxias سابقهٔ حضور دارد.